# Милтон (Вашингтон)
Милтон (енгл. Milton) град је у америчкој савезној држави Вашингтон. По попису становништва из 2010. у њему је живело 6.968 становника.

## Демографија
Према попису становништва из 2010. у граду је живело 6.968 становника, што је 1.173 (20,2%) становника више него 2000. године.
| Група             | 2000.         | 2010.         |
| Белци             | 5.115 (88,3%) | 5.587 (80,2%) |
| Афроамериканци    | 66 (1,1%)     | 215 (3,1%)    |
| Азијати           | 164 (2,8%)    | 358 (5,1%)    |
| Хиспаноамериканци | 206 (3,6%)    | 373 (5,4%)    |
| Укупно            | 5.795         | 6.968         |